# Victor Loturi
Victor Loturi (Calgary, 2001. május 21. –) kanadai válogatott labdarúgó, a skót Ross County középpályása.

## Pályafutása

### Klubcsapatokban
Loturi a kanadai Calgary városában született. Az ifjúsági pályafutását a helyi Calgary Northside csapatában kezdte, majd a Calgary Foothills-nál folytatta.
2019-ben mutatkozott be a Cavalry első osztályban szereplő felnőtt keretében. 2020-ban a Calgary Foothills szerződtette, majd 2021-ben visszatért a Cavalryhoz. 2022. július 1-jén hároméves szerződést kötött a skót első osztályban érdekelt Ross County együttesével. Először a 2022. augusztus 6-ai, Celtic ellen 3–1-re elvesztett mérkőzés félidejében, Dominic Samuel cseréjeként lépett pályára. Első gólját 2023. október 28-án, a Motherwell ellen idegenben 3–3-as döntetlennel zárult találkozón szerezte meg.

### A válogatottban
Loturi 2023-ban debütált a kanadai válogatottban. Először a 2023. július 4-ei, Kuba ellen 4–2-es győzelemmel zárult CONCACAF-aranykupa mérkőzés 69. percében, David Hoilettet váltva lépett pályára.

## Statisztikák
2024. augusztus 24. szerint
| Klub        | Szezon   | Osztály              | Bajnokság | Bajnokság | Kupa  | Kupa | Nemzetközi | Nemzetközi | Összesen | Összesen |
| Klub        | Szezon   | Osztály              | Meccs     | Gól       | Meccs | Gól  | Meccs      | Gól        | Meccs    | Gól      |
| ----------- | -------- | -------------------- | --------- | --------- | ----- | ---- | ---------- | ---------- | -------- | -------- |
| Ross County | 2022–23  | Scottish Premiership | 29        | 0         | 4     | 1    | —          | —          | 33       | 1        |
| Ross County | 2023–24  | Scottish Premiership | 30        | 1         | 6     | 0    | —          | —          | 36       | 1        |
| Ross County | 2024–25  | Scottish Premiership | 2         | 0         | 5     | 0    | —          | —          | 7        | 0        |
| Összesen    | Összesen | Összesen             | 61        | 1         | 15    | 1    | 0          | 0          | 76       | 2        |

### A válogatottban
| Válogatott | Év       | Pályára lépés | Gól |
| ---------- | -------- | ------------- | --- |
| Kanada     | 2023     | 1             | 0   |
| Összesen   | Összesen | 1             | 0   |